# Henrik Bechman
Henrik Bechman (født i 1973 i København i Danmark) er en dansk grafisk designer og amatørskuespiller, der nok mest er kendt for sin rolle som Jøgge i Polle-reklamerne fra Sonofon og komediefilmen Polle Fiction fra 2002.

## Filmografi
| År   | Titel          | Rolle | Noter   |
| ---- | -------------- | ----- | ------- |
| 2002 | Polle Fiction  |       |         |
| 2004 | Den sidste dag |       | Kortflm |